# 冨田奈央子のぶらフラ!
『冨田奈央子のぶらフラ』は、2020年4月3日から2020年9月25日まで広島エフエム放送で放送されていた朝の情報番組。『徳永真紀のWEEKEND CONNECT』の後継番組で、フリーアナウンサーの冨田奈央子が番組を担当する。

## 放送時間
- 毎週金曜 7:30～10:15

途中、TOKYO FMの『ONE MORNING』を放送する。（8:00～8:30頃）

## パーソナリティ
- 冨田奈央子（フリーアナウンサー　元広島ホームテレビ・IBC岩手放送アナウンサー）

## コーナー
- 交通情報・天気予報
- HFMヘッドラインニュース（中国新聞ニュース）
- 快適生活ラジオショッピング

他

## 前後番組
| 前番組 | ONE MORNING FRIDAY             | 放送時間 6:00～7:30   |
| 後番組 | ヒロシマ ウィメンズ ハーモニー | 放送時間 10:15～10:30 |